# Carlos Pita
Juan Carlos Pita Alvariza, médico y político uruguayo perteneciente al Frente Amplio.

## Biografía
Hijo de Américo Pita Parodi, se graduó como médico en la Facultad de Medicina de la Universidad de la República. Es de ascendencia italiana.
Inició su militancia política a los 17 años en el seno del Partido Nacional, apoyando a Wilson Ferreira Aldunate. Formó la Corriente Popular Nacionalista en los años de la dictadura cívico-militar, como fuerte opositor a la misma, y en las elecciones de 1984 fue elegido diputado por Montevideo en la lista del movimiento Por la Patria. Carlos estuvo casado con Alicia Magnou, con quien tuvo tres hijas, Libertad, Ana Laura y Patricia. Casado en segundas nupcias con Mariella Mora, de dicha unión nació su cuarta hija Josefina el 24 de diciembre de 2000.
Con motivo de la votación de la Ley de Caducidad, a la cual se opuso, se apartó del Partido Nacional; su sector adoptó la denominación de Corriente Popular. En 1987 adhirió al Frente Amplio, refiriéndose a sí mismo "un blanco de izquierda moderada". En las elecciones de 1989 fue elegido diputado por la Vertiente Artiguista; siendo sucesivamente reelecto en 1994 y 1999, en esa ocasión por el "Espacio 90" (una agrupación electoral integrada por el Partido Socialista y sectores menores). Entre sus propuestas se destacó la iniciativa de habilitar el voto de los uruguayos en el exterior, a través del voto consular.
En las elecciones de 2004, encabezó su propia lista al senado, sin resultar electo. Desde el año 2005 hasta 2010 se desempeña como embajador de Uruguay ante Chile.
Luego, ya como Embajador de Uruguay en Chile, su hija mayor, Libertad Pita, apoyó la candidatura de Marcos Carámbula. Esto derivó en acusaciones de la oposición hacia Carlos Pita, porque creían que los spots televisivos de la lista 5005, al utilizar el apellido Pita, lo usaban en nombre de Carlos Pita, algo prohibido para los embajadores en el exterior. Si igual manifestó su apoyo a Marcos Carámbula
En agosto de 2010 recibió la venia para desempeñarse como embajador uruguayo ante el Reino de España, mereciendo el voto unánime en el Senado.

## Actualidad
En agosto de 2012, Pita fue propuesto a la Administración Obama para ocupar la titularidad de la embajada de Uruguay en Washington.